# デレック・パーラ
デレック・パーラ（Derek Parra、1970年3月15日 - ）は、メキシコ系アメリカ人のスピードスケート選手である。カリフォルニア州サンバーナーディーノで生まれ、1988年にリアルトのアイゼンハワー高校を卒業した。2002年ソルトレークシティオリンピックでは2つのメダルを獲得した。
パーラはもともとインラインスケートの世界チャンピオンであった。オリンピックに出場するため、KC・ブーティエットの指導を受けて1990年代後半にアイススケートに転向した。
パーラのベストシーズンは2001年から2002年にかけてで、31歳で出場した2002年ソルトレークシティオリンピックでは、5000mで銀メダル、1500mでは金メダルを獲得した。2006年トリノオリンピックでは1500m19位、チームパシュート6位となった。
2010年バンクーバーオリンピックでは、米国チームのスピードスケートのコーチに選ばれた。

## 自己ベスト
| 種目   | 記録     | 日付       | 場所                         | 備考             |
| ------ | -------- | ---------- | ---------------------------- | ---------------- |
| 500m   | 35.88    | 2001.01.18 | ソルトレイクシティ（ユタ州） |                  |
| 1000m  | 1:08.87  | 2003.01.11 | ソルトレイクシティ（ユタ州） |                  |
| 1500m  | 1:43.95  | 2002.02.19 | ソルトレイクシティ（ユタ州） | オリンピック記録 |
| 3000m  | 3:46.14  | 2002.02.03 | ソルトレイクシティ（ユタ州） |                  |
| 5000m  | 6:17.98  | 2002.02.09 | ソルトレイクシティ（ユタ州） |                  |
| 10000m | 13:33.44 | 2002.02.22 | ソルトレイクシティ（ユタ州） |                  |